# Kolloid
Kolloider er blandinger af stoffer, hvor små partikler er opslemmet i en anden fase.
Hvis der er en kolloid opløsning, holder det stof/de stoffer, der er blandet op i væsken, sig flydende, fordi partiklerne er så små, at de ikke falder til bunds eller flyder ovenpå, men de er ikke rigtigt opløst. Kolloider er som regel ikke gennemsigtige, fordi partiklerne bryder lyset.
Emulsioner er også en form for kolloider: smør, margarine, mayonnaise.
Eksempler på kolloide stoffer er:
- Mælk (protein og fedt i vand)
- Tåge (vanddråber i luft)
- Røg (sodpartikler i luft)
- Maling (pigment i vand)
- Snedkerlim (den gammeldags, der skulle varmes op)